# Adolf Kanone
40.6 cm Schnelladekanone C/34 hoặc Adolf Kanone(Pháo Adolf) là tên một loại pháo hải quân được thiết kế vào năm 1934 bởi Krupp.Adolf Kanone được thiết kế để trang bị cho các lớp tàu chiến loại H và J.

## Mô tả
Được thiết kế để trở thành ụ pháo tự hành trên bờ biển hoặc pháo hải quân nên Adolf Kanone có khá nhiều đặc điểm khác các loại pháo khác như:tay cầm điều khiển có ở cả bên trái và phải(thuận cho người điều khiển), ống ngắm xa và tốt, có thể nâng nòng đến hơn 52 độ và đặc biệt nó có thể tự điều khiển bởi hơn 10 người(trong trường hợp trên bờ biển).Nòng của Adolf Kanone dài đến hơn 20 m.Trong điều kiện thường nó có thể nâng nòng hết cỡ 52 độ, bắn xa 56 km với loại đạn đặc biệt Adolf(nặng 600 kg).Tỉ lệ bắn là 2 phút/1 viên.

## Thông số kĩ thuật chi tiết
- Năm thiết kế:1934.
- Năm xuất xưởng:1942.
- Cỡ nòng:406 mm.
- Chiều dài nòng:21.5 m.
- Trọng lượng nòng:158 tấn.
- Tỉ lệ bắn:2 phút/1 viên.
- Trọng lượng đạn:
  - Loại I:L/4.8 và L/4.4-nặng 1020–1030 kg).
  - Loại II:Adolf(đạn tầm xa)-600 kg.
- Trọng lượng chất nổ đẩy:302 kg-loại đạn thường;312 kg-loại đạn tầm xa.
- Tầm bắn tối đa:56.000 m.
- Sơ tốc đạn:810 m/s-loại đạn thường;1000 m/s-loại đạn tầm xa.
- Gắn trên:2 tháp pháo Drh LC/34.

## Lịch sử hoạt động
Theo như dự định ban đầu, Adolf Kanone sẽ được lắp trên các chiến hạm lớp H và J(nặng 56.000 tấn), nhưng về sau khi biết việc sản xuất lớp chiến hạm H và J là không thể được nên Adolf Kanone đã được chuyển sang sản xuất theo dòng pháo tự hành lắp dọc bờ biển.Có khoảng 11 khẩu Adolf Kanone đã được sản xuất trong thời gian thế chiến II, chúng được bố trí chủ yếu ở Pháp, Na Uy và Ba Lan.

### Hoạt động tại Ba Lan
Ba khẩu Adolf Kanone đầu tiên được di chuyển và lắp ráp tại Hel Peninsula, Ba Lan vào năm 1940 để bảo vệ vịnh Danzig.Cả ba khẩu bắn về phía biển trong một khoảng thời gian ngắn:5/1941-6/1941.Sau đó được chuyển đến Sangatte, Pháp.Số Adolf Kanone đều được sử dụng để bắn phá và ngăn cản các cuộc tiến công của tàu thuyền Anh.

### Hoạt động tại Na Uy
Có tổng cộng 7 khẩu Adolf Kanone được chuyển đến Na Uy được phân thành hai sư đoàn:
- Sư đoàn pháo Dietl, tọa lạc trên đảo Engeløya, Steigen.Được bảo vệ bởi sư đoàn bộ binh MKB 4/MAA 516.
- Sư đoàn pháo Theo, tọa lạc tại Trondenes gần Harstad.Được bảo vệ bởi sư đoàn bộ binh MKB 5/MAA 511.

Vào cuối cuộc chiến số pháo tại Trondenes bị quân đội Na Uy bắt giữ(khi bắt số pháo này còn đến 1227 viên đạn).Số Adolf Kanone được bắn lần cuối vào năm 1957 và chính thức nghỉ hưu năm 1964.Sư đoàn pháo Dietl gồm ba khẩu Adolf Kanone cũng bị quân đội Na Uy bắt giữ vào cuối cuộc chiến.Số pháo này được bán cho các viện bảo tàng vào năm 1956.

### Hoạt động tại Pháp

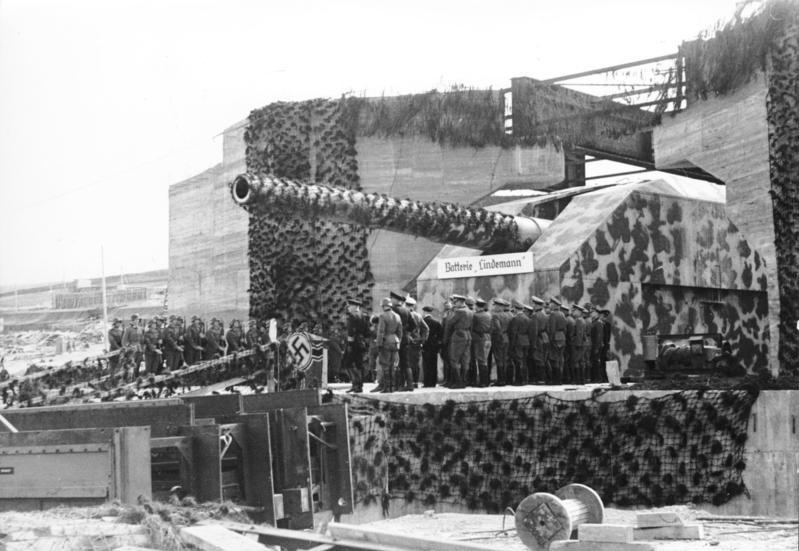
Adolf Kanone tại Pháp, 1942

Số Adolf Kanone hoạt động tại Pháp chủ yếu được di chuyển từ sư đoàn pháo hạng nặng Schleswig Holstein sang.Toàn bộ sư đoàn gồm 3 khẩu Adolf Kanone-nơi đặt được bao bọc bởi một bức tường bê-tông dày 4 mét.Sư đoàn này đã bắn hơn 2226 viên đạn về phia Dover trong khoảng từ năm 1940-1941.Máy bay Anh không thể tiếp cận khu vực này một phần là vì địa điểm đặt pháo tương đối kín và có nguyên một sư đoàn pháo phòng không hỗ trợ.Nhưng đến ngày 3/9/1944, bất ngờ pháo Bruno(tên của một trong ba khẩu pháo Adolf Kanone) bị dính đạn từ một tàu hỏa của Anh.Sau đó vài tháng thì số pháo này bị Đồng Minh bắt giữ.

## Loại đạn sử dụng

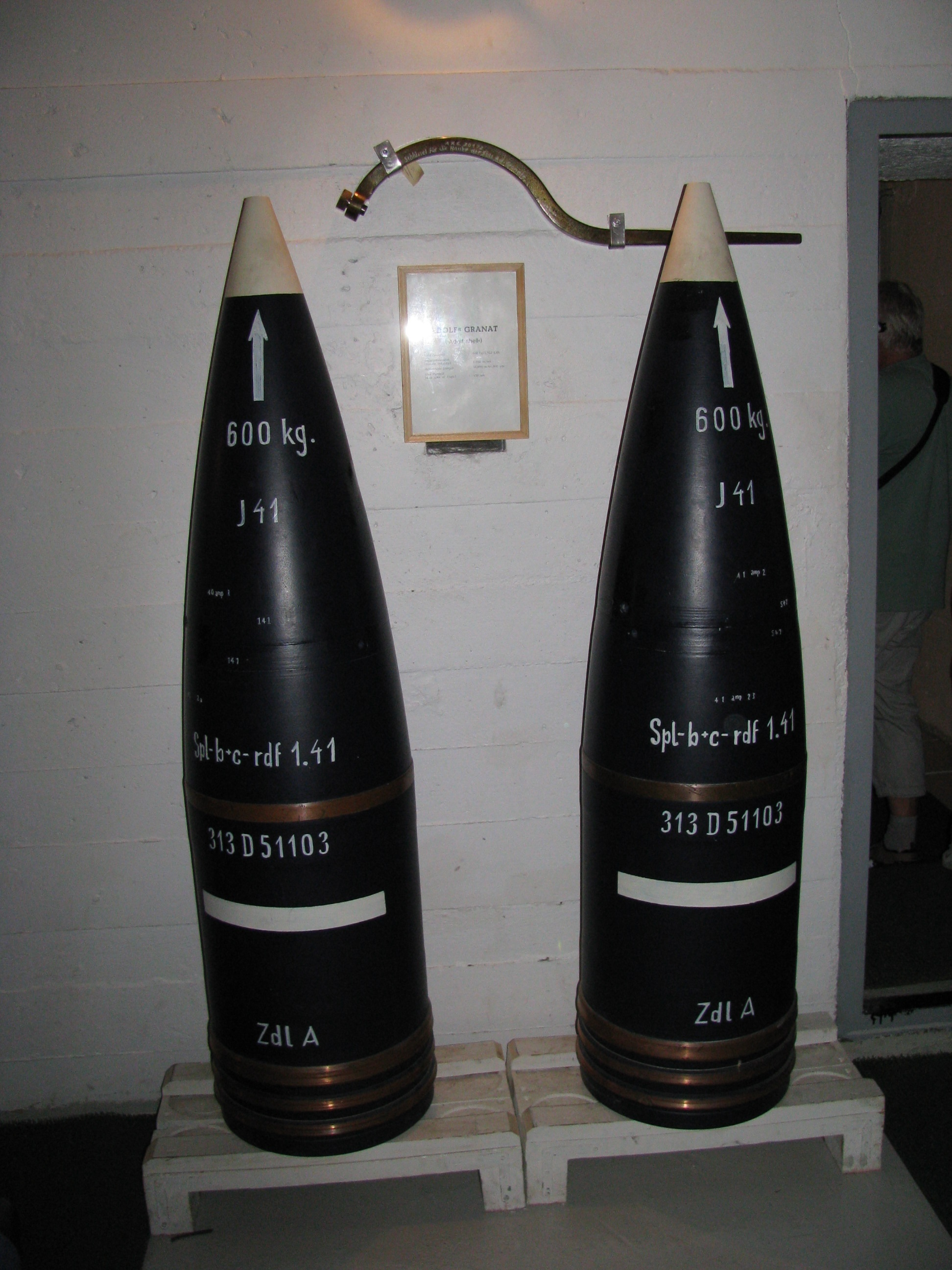
Một viên đạn đặc biệt Adolph so sánh với một viên đạn thường Harstad.

- L/4.4 m Bd Z Hb (AP)-1030 kg:đầu đạn nặng, sức công phá cao.
- L/4.8 m KZ m Hb (HE)-1030 kg:khối lượng đầu đạn đẩy nặng, sức công phá cao.
- L/4.6 m Bd Z Hb (SAP)-1030 kg:khối lượng đạn công phá lớn.
- L/4.2 m KZ m Hb (HE)-600 kg:loại đạn đặc biệt, bắn tầm xa, sức công phá cao.
- L/4.1 m KZ m Hb(HE)-610 kg:đạn nổ, sức công phá cao.